# Mont Époméo
Le mont Époméo (en italien : Monte Epomeo) est le plus haut sommet de l’île volcanique d’Ischia, dans le golfe de Naples, en Italie. On pense qu’Époméo est un horst volcanique.
Avec une altitude de 787 mètres, il domine toute l’île d'Ischia. La plus grande partie du mont est couverte de verdure, et quelques vignes occupent ses flancs. À environ 75 mètres du sommet, le mont est couvert de lave blanche.
Un chemin partant du petit village de Serrara Fontana mène au sommet du mont.

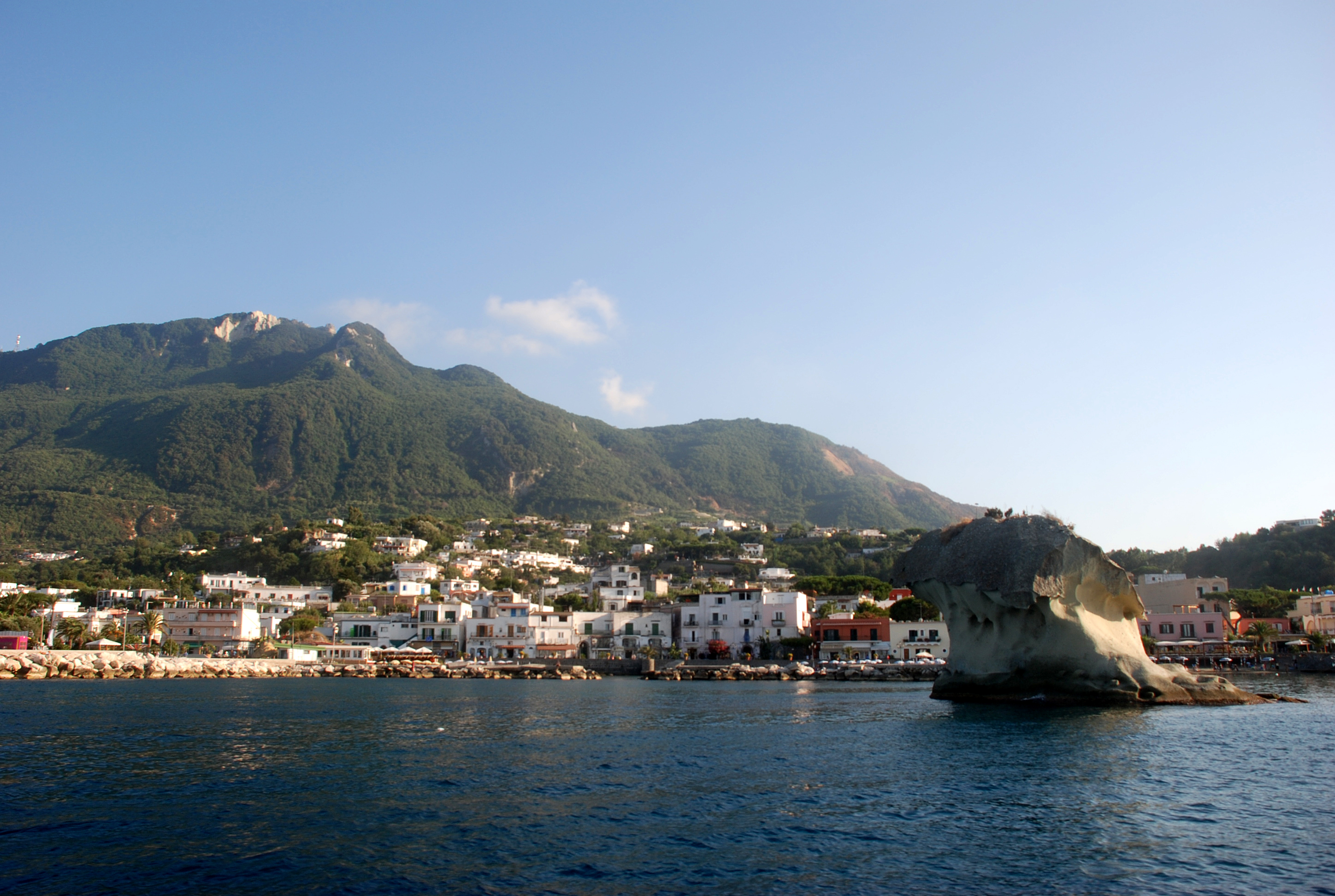
Ischia et le mont Époméo en arrière-plan.